# Championnat des Antilles néerlandaises de football 1975-1976
Navigation
Saison précédente Saison suivante
La saison 1975-1976 du Championnat des Antilles néerlandaises de football est la treizième édition de la Kopa Antiano, le championnat des Antilles néerlandaises. Les deux meilleures équipes de Curaçao et d'Aruba ainsi que le champion de Bonaire se rencontrent lors d'un tournoi inter-îles. 
Les cinq clubs qualifiés sont regroupés au sein d'une poule unique où chaque équipe rencontre deux fois ses adversaires. L'équipe en tête de la poule est sacrée championne des Antilles néerlandaises.
C'est le CRKSV Jong Colombia, double tenant du titre, qui est à nouveau sacré cette saison après avoir terminé en tête de la poule, devant le Sport Unie Brion-Trappers, l'autre représentant curacien. Il s’agit du cinquième titre de champion des Antilles néerlandaises de l’histoire du club. Le tournoi est marqué par le forfait en cours de compétition des deux formations d'Aruba.
Le vainqueur de la Kopa Antiano se qualifie pour la Coupe des champions de la CONCACAF 1976.

## Compétition
Le barème utilisé pour établir le classement est le suivant :
- Victoire : 2 points
- Match nul : 1 point
- Défaite : 0 point

### Championnat d'Aruba
- Le SV Dakota est sacré champion d'Aruba, devant le SV Estrella. Les deux clubs se qualifient pour la Kopa Antiano.

### Championnat de Bonaire
| Rang | Équipe       | Pts | J  | G | N | P | Bp | Bc | Diff |
| ---- | ------------ | --- | -- | - | - | - | -- | -- | ---- |
| 1    | SV Estrellas | 18  | 10 | 8 | 2 | 0 | 25 | 8  | +17  |
| 2    | Real RinconT | 12  | 10 | 6 | 0 | 4 | 19 | 12 | +7   |
| 3    | SV JuventusP | 11  | 10 | 5 | 1 | 4 | 15 | 12 | +3   |
| 4    | SV Vespo     | 9   | 10 | 3 | 3 | 4 | 13 | 11 | +2   |
| 5    | SV Vitesse   | 9   | 10 | 3 | 3 | 4 | 10 | 11 | -1   |
| 6    | SUNT         | 1   | 10 | 0 | 1 | 9 | 1  | 29 | -28  |

|  | Champion de Bonaire 1974-1975 et qualification pour la Kopa Antiano |
|  | Relégation directe en deuxième division                             |
|  | T : Tenant du titre P : Promu de deuxième division                  |

### Championnat de Curaçao
| Rang | Équipe                      | Pts | J  | G  | N | P  | Bp | Bc | Diff |
| ---- | --------------------------- | --- | -- | -- | - | -- | -- | -- | ---- |
| 1    | CRKSV Jong ColombiaT        | 27  | 18 | 11 | 5 | 2  | 26 | 9  | +17  |
| 2    | Sport Unie Brion-Trappers   | 25  | 18 | 11 | 3 | 4  | 32 | 14 | +18  |
| 3    | CRKSV Jong Holland          | 18  | 18 | 8  | 3 | 7  | 31 | 25 | +6   |
| 4    | Union Deportivo Banda AbouP | 17  | 18 | 5  | 9 | 4  | 25 | 26 | -1   |
| 5    | SV Deportivo PortuguésP     | 17  | 18 | 4  | 9 | 5  | 21 | 22 | -1   |
| 6    | RKSV Centro Dominguito      | 16  | 18 | 5  | 6 | 7  | 18 | 21 | -3   |
| 7    | RKSV Scherpenheuvel         | 16  | 18 | 6  | 4 | 8  | 14 | 21 | -7   |
| 8    | RKVFC Sithoc                | 15  | 18 | 5  | 5 | 8  | 12 | 25 | -13  |
| 9    | SV Veendam                  | 13  | 18 | 4  | 5 | 9  | 18 | 26 | -8   |
| 10   | SV Victory Boys             | 13  | 18 | 5  | 3 | 10 | 16 | 24 | -8   |

|  | Champion de Curaçao 1974-1975 et qualification pour la Kopa Antiano |
|  | Qualification pour la Kopa Antiano                                  |
|  | Participation au barrage de promotion-relégation                    |
|  | T : Tenant du titre P : Promu de deuxième division                  |

Barrage de relégation :
| Équipe 1        | Résultat | Équipe 2   | Aller | Retour |
| --------------- | -------- | ---------- | ----- | ------ |
| SV Victory Boys | 2 - 0    | SV Veendam | 1 - 0 | 1 - 0  |

### Kopa Antiano
| Rang | Équipe                    | Pts | J | G | N | P | Bp | Bc | Diff |  | Résultats (▼ dom., ► ext.) | JCo | SUBT | Est |
| ---- | ------------------------- | --- | - | - | - | - | -- | -- | ---- |  | -------------------------- | --- | ---- | --- |
| 1    | CRKSV Jong ColombiaT      | 7   | 4 | 3 | 1 | 0 | 4  | 1  | +3   |  | CRKSV Jong ColombiaT       |     | 0-0  | 2-1 |
| 2    | Sport Unie Brion-Trappers | 5   | 4 | 2 | 1 | 1 | 6  | 1  | +5   |  | Sport Unie Brion-Trappers  | 0-1 |      | 4-0 |
| 3    | SV Estrellas              | 0   | 4 | 0 | 0 | 4 | 1  | 9  | -8   |  | SV Estrellas               | 0-1 | 0-2  |     |
| 4    | SV Dakota forfait         |     |   |   |   |   |    |    |      |  |                            |     |      |     |
| 5    | SV Estrella forfait       |     |   |   |   |   |    |    |      |  |                            |     |      |     |

|  | Qualification pour la Coupe des champions de la CONCACAF 1976 |
|  | T : Tenant du titre                                           |

## Bilan de la saison
| Championnat des Antilles néerlandaises de football 1975-1976 |                                |
| Champion                                                     | CRKSV Jong Colombia (5e titre) |
| Qualifications continentales                                 |                                |
| Coupe des champions de la CONCACAF 1976                      | CRKSV Jong Colombia            |
| Promotions et relégations                                    |                                |
| Promus en Kopa Antiano                                       | Aucun                          |
| Relégués                                                     | Aucun                          |